# Selișteni (okręg Mehedinți)
Selișteni – wieś w Rumunii, w okręgu Mehedinți, w gminie Husnicioara. W 2011 roku liczyła 192 mieszkańców.